# Bicinicco
Bicinicco is een gemeente in de Italiaanse provincie Udine (regio Friuli-Venezia Giulia) en telt 1848 inwoners (31-12-2004). De oppervlakte bedraagt 15,9 km², de bevolkingsdichtheid is 122 inwoners per km².
De volgende frazioni maken deel uit van de gemeente: Cuccana, Felettis, Griis.

## Demografie
Bicinicco telt ongeveer 668 huishoudens. Het aantal inwoners steeg in de periode 1991-2001 met 3,0% volgens cijfers uit de tienjaarlijkse volkstellingen van ISTAT.
| Jaar | Inwoneraantal |
| ---- | ------------- |
| 1991 | 1779          |
| 2001 | 1832          |

## Geografie
De gemeente ligt op ongeveer 37 m boven zeeniveau.
Bicinicco grenst aan de volgende gemeenten: Castions di Strada, Gonars, Mortegliano, Pavia di Udine, Santa Maria la Longa.

## Externe link

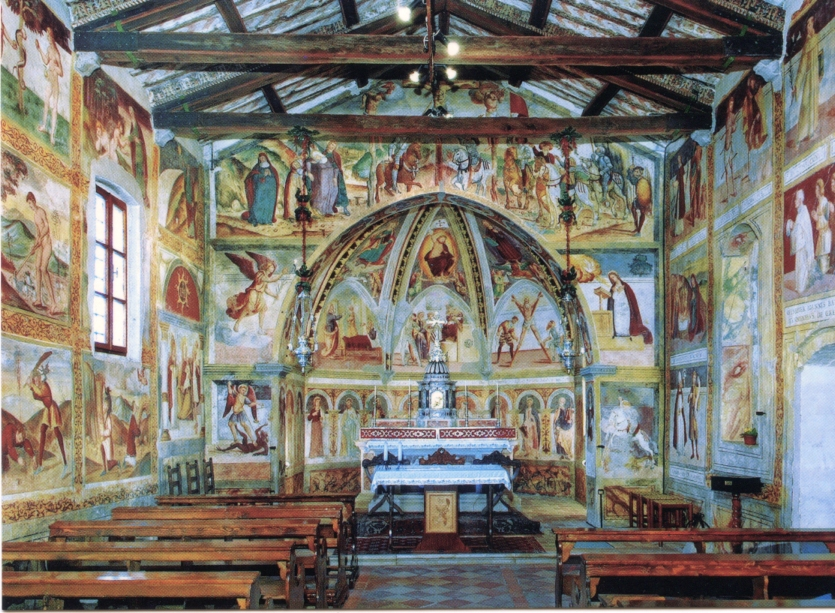
Interieur van Sant' Andrea in Griis